# Cenxi
Cenxi is een stad op arrondissementniveau in de stadsprefectuur Wuzhou in de provincie Guangxi in Volksrepubliek China. Cenxi heeft meer dan 800.000 inwoners. Het arrondissement Cenxi heeft meer dan een half miljoen inwoners. 